# M5 Light Tank
Der M5 (offizielle Bezeichnung Light Tank M5) war ein leichter US-amerikanischer Panzer, der im Zweiten Weltkrieg ab 1942 zum Einsatz kam. Bereits Ende 1942 ging eine verbesserte Version, der Light Tank M5 A1, in Produktion und wurde bis zum Sommer 1944 gefertigt. Größere Stückzahlen wurden im Rahmen des Lend-Lease-Abkommens auch an die Streitkräfte anderer alliierter Nationen abgegeben.

## Entwicklung
Im Hinblick auf die Möglichkeiten der eigenen Rüstungsindustrie war für das amerikanische Ordnance Department bereits vor Kriegseintritt absehbar geworden, dass der Bedarf der im M3 verwendeten Sternmotoren in allen Rüstungsbereichen hoch sein würde, sollte es zum Krieg kommen. Um in diesem Fall auch die Fertigung der leichten Panzer unkompliziert weiterführen zu können, wurde nach Lösungen gesucht, welche zum einen die vorhandene amerikanische Kraftfahrzeugindustrie nutzen und zum anderen eine große Zahl von produzierten Fahrzeugen garantieren konnten. Die Entwicklungsabteilung des Automobilherstellers Cadillac, einer General-Motors-Sparte, machte den Vorschlag, den Panzer mit einem Zwillingsmotor und dem handelsüblichen Hydromatic-Getriebe auszurüsten. Dabei waren die Motoren und das Getriebe bereits für Personenkraftwagen in der Fertigung. Im Juni 1941 wurde der Vorschlag mit der Anweisung OMC 16837 zum versuchsweisen Einbau von zwei Motoren von Cadillac, Automatikgetrieben und einem Verteilergetriebe in die Fahrzeugwanne eines Light Tank M3 genehmigt. Cadillac war bis zu diesem Zeitpunkt noch nicht für andere Aufgaben in der Kriegsrüstung verplant, so dass hier auch keine Engpässe durch konkurrierende Projekte zu befürchten waren. Der als M3 E2 geführte Prototyp verfügte über 6 Vorwärts- und einen Rückwärtsgang und war leicht zu fahren. Es folgten verschiedene fahrtechnische Erprobungen, die erste auf dem Testgelände von General Motors über eine Strecke von 3200 km und eine weitere wichtige auf dem Gelände des Aberdeen Proving Ground. In Aberdeen konnte sich bereits die militärische Führung ein Bild von den Fahrzeugeigenschaften machen. Obwohl die Veränderung beim Antrieb zusätzliche 1133 kg an Eigengewicht mit sich brachte, war die fahrtechnische Leistung nicht schlechter als beim Light Tank M3. Gleichzeitig war das Fahrzeug mit den Cadillac-Motoren weniger laut und es wurde zusätzlicher Platz im Innenraum gewonnen, da die Verbindung zwischen den Automotoren und dem Antriebsstrang deutlich flacher als beim Light Tank M3 ausgeführt werden konnte. Da es sich um aus Kraftfahrzeugen bekannte Motoren handelte, wurde auch die Wartung insgesamt und die Ausbildung der Besatzungen leichter.

Am 13. November 1941 erfolgte wegen der vielen Änderungen im Vergleich zum Light Tank M3 nach einem offiziellen Test von Motor und Antriebsstrang die Umbenennung des Fahrzeugs in Light Tank M4, was als offizielle Freigabe für die Einführung gilt.
Doch auch bezüglich der Wannenkonstruktion des Light Tank M3 hatte man sich bereits an anderer Stelle über eine Weiterentwicklung des Entwurfs Gedanken gemacht. Es war geplant, den neuen Panzer nur mit einer geschweißten Wanne zu fertigen. Zur Erprobung dieses Ansatzes hatte man den Prototypen M3 A1 E1 geschaffen. Diese Modernisierung wollte man für den neuen Light Tank M4 nutzen und kombinierte im Prototypen M3 E2 die neue Antriebskonstruktion mit der neuen Wanne. Ein weiterer Prototyp, der M3 E3, folgte kurz darauf.

Wichtige Veränderungen in der Konzeption waren eine geneigte Frontpanzerplatte, wodurch mehr Raum im Fahrzeug verfügbar wurde, sowie zwei Luken mit Periskopen für den Fahrer und den MG-Schützen für das Maschinengewehr in der Fahrzeugwanne. Das gesamte Werkzeug, bestehend aus Brechstange, Schaufel, Hammer, Spitzhacke, Axt, Bolzenschneider und Ersatzkettengliedern konnte nun auf dem hinteren Fahrzeugdeck mitgeführt werden. Es war offensichtlich, dass die Wanne des neuen Fahrzeug deutlich mehr Platz im Innenraum bot als die aktuelle Ausführung des Light Tank M3, der M3 A3.
Letztlich, nachdem man sich für die neue Fahrzeugwanne entschieden hatte, entschied man im Februar 1942 das Fahrzeug noch einmal umzubenennen. Der mittlere Panzer M4 ging gerade in großem Umfang in die Produktion und gleichzeitig einen neuen Light Tank und einen neuen Medium Tank als M4 zu bezeichnen bot ein hohes Risiko von Verwechslungen bei allen Beteiligten. Aus diesem Grund wurde im Februar der Name auf „Light Tank M5“ festgelegt und das Fahrzeug standardisiert.

### Produktion
Am 30. April 1942 begann bei GMC in Detroit, im Cadillac-Werk, die Fertigung des Light Tank M5. Per Dezember dieses Jahres wurde die Fertigung des Modells M5 nach 1470 Fahrzeugen beendet. Von da an wurde der neue und überarbeitete Typ Light Tank M5 A1 gefertigt. Da aber ab August 1942 zwei weitere Werke den Light Tank M5 fertigten, das Cadillac-Werk in Southgate/Kalifornien (354 Fahrzeuge) und die Massey Harris Company (250 Fahrzeuge) in Racine/Wisconsin, stieg die Gesamtfertigung des Panzers auf 2075 Fahrzeuge. Beim Light Tank M5 A1 kam später noch American Car & Foundry hinzu.

## Variante Light Tank M5 A1
Die Fertigung des Light Tank M5 begann, während die Produktion des Light Tank M3 noch weiterlief. Die Standardisierung des Typs erfolgte im September 1942. Technisch wurden beim Modell M3 A5 weitere Verbesserungen vorgenommen, welche auch für den M5 zum Einsatz kommen sollten. Hieraus ergab sich das neue Modell Light Tank M5 A1.
Äußerlich erkennbar war die geänderte Ausführung des Turmes, der auf der Rückseite einen Ausleger erhielt, in dem eine Funkausrüstung untergebracht wurde. Die Luken für Fahrer und Beifahrer wurden größer gestaltet und eine zusätzlich Notausstiegsluke im Wannenboden ergänzt. Die Lafettierung der Kanone im Turm wurde verbessert und auch die optischen Geräte waren verbesserte Modelle. Kleinere Verbesserungen betrafen die Abdichtung der Luken gegen eindringendes Wasser und ein neues doppeltes Schwenkwerk, welches ermöglichte, den Turm zu drehen und gleichzeitig mit dem Flugabwehr-MG zu schießen. Die Erfahrungen aus Nordafrika fanden sich in den abnehmbaren Sandschürzen und einer abnehmbaren Verkleidung für die Lafette des Flugabwehr-MG, welches seitlich am Turm montiert war.
In allen Werken ersetzte der M5 A1 ab Anfang 1943 den bisher in Serie gefertigten M5. Es wurden bis Juni 1944 mit 6810 gefertigten M5 A1 mehr als dreimal soviele Fahrzeuge gebaut wie von der Ursprungsversion.

### Technische Beschreibung
Sein Aufbau war konventionell, Motor im Heck und Automatikgetriebe im Bug. Das Laufwerk mit Evolutfedern entsprach dem der mittleren Panzer M3 Lee/Grant und M4 Sherman. Das hintenliegende Leitrad war abgesenkt, um die Kettenauflage zu verlängern. Bei den Light Tank M5 waren Turm und Wanne komplett geschweißt. Die Besatzung umfasste Fahrer und Funker im Bug, Kommandant und Richtschütze im Turm. Wie bei allen amerikanischen Panzern des Zweiten Weltkrieges verfügte der Kommandant über einen 360°-M6-Winkelspiegel zur Beobachtung des Gefechtsfeldes unter Panzerschutz. Die Bewaffnung bestand aus einer 37-mm-KwK und drei 7,62-mm-MGs.

## Verwendung in anderen Ländern
Eine große Anzahl der Light Tanks, die in den USA gebaut wurden, ging an verbündete Streitkräfte, um deren Verbände zu motorisieren und für die Angriffsoperationen gegen die Achsenmächte zu stärken.

### Commonwealth-Staaten
Die Lieferungen von Light Tanks M3 nach Großbritannien begann bereits frühzeitig, nachdem der Panzer in die Fertigung ging. Die Briten gaben den Panzern eigene Namen und folgten nicht ausschließlich der Funktionsnamensgebung der Amerikaner. So wurden die Light Tanks der M3-Familie zu „Stuarts“ (benannt nach J. E. B. Stuart, einem General des amerikanischen Bürgerkrieges). Die britischen Panzertruppen in Nordafrika verpassten dem Fahrzeug noch den Beinamen „Honey“. Dieser Kosename Honey war wohl aus der Umgangssprache des Englischen eine Anspielung auf seine recht geringe Größe im Vergleich zu den aktuelleren britischen Panzertypen, was so viel wie „Liebling“ oder „Süße“ bedeutet. Zur Unterscheidung verschiedener Typen waren die Stuart-Modelle ebenfalls durchnummeriert, wobei die M5 und M5 A1 die Bezeichnung Stuart VI erhielten.
Von den Light Tank M5 A1 wurden 1431 Fahrzeuge den britischen Streitkräften zur Verfügung gestellt.

### Tschechoslowakei
Der Light Tank M5 wurde auch für die Ausrüstung der 1st Czechoslovak Independent Armoured Brigade Group genutzt, eines Freiwilligenverbandes, welcher von Männern gebildet wurde, die in Großbritannien nach der Besetzung der Tschechoslowakei und der meisten anderen europäischen Länder eine Zuflucht gefunden hatten, und in Großbritannien aufgestellt wurde.

### Polen
Die 1 Dywizja Pancerna, 1. polnische Panzer-Division, erhielt einige Light Tank M5 als Ausrüstung. Auch dieser von im Exil befindlichen polnischen Soldaten und ehemals polnischen Zivilisten von den Westalliierten aufgestellte Verband wurde von der britischen Armee ausgerüstet und logistisch unterstützt.

### Frankreich
Gegen Ende des Zweiten Weltkrieges erhielten die französischen Streitkräfte Light Tank M5 A1, die noch im Indochinakrieg im Einsatz waren.

### Sowjetunion
Nach einer großen Anzahl Light Tank M3 erhielten die sowjetischen Streitkräfte nur 5 Fahrzeuge vom Typ M5 im Rahmen des Lend-Lease-Abkommens. Gemeinsam mit zwei Light Tank M24 wurden diese fünf Fahrzeuge als Muster geschickt. Die sowjetische Führung bestellte anstatt den leichten Panzern mehr Sherman M4A2. Einer der fünf Light Tank M5 ist heute in Kubinka ausgestellt.

## Abarten

### Howitzer Motor Carriage M8
Eine Abart des M5 war die leichte Selbstfahrlafette HMC M8, die in einem oben offenen Turm eine 75-mm-Haubitze führte. Mit 1778 Fahrzeugen, gebaut zwischen September 1942 und Januar 1944, war diese die am meisten eingesetzte Variante des Light Tank M5.

### M5 Command Car
Einzelne Fahrzeuge wurden zu Befehlspanzern ausgebaut. Bekannt ist beispielsweise das persönliche Führungsfahrzeug des Befehlshabers der 6. US Tank Division.

### M5 Dozer
Mit und ohne Turm sind einige Fahrzeuge nach der alliierten Landung im Sommer 1944 in Nordfrankreich mit einem Räumschild zum Einsatz gekommen.

### M5 A1 mit Culin Hedgerow Device

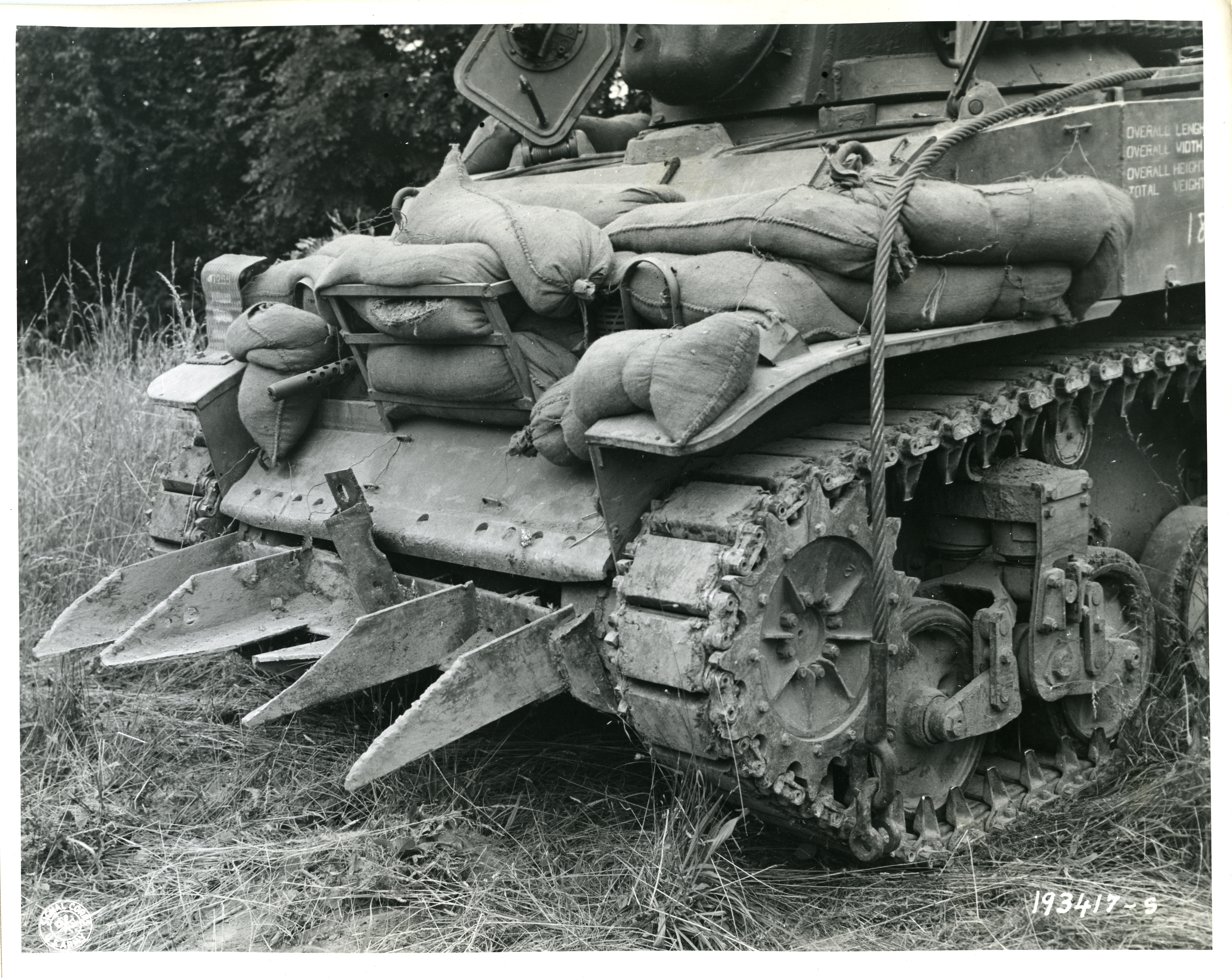
M5 A1 mit einem Culin Hedgerow Cutter

Die spezielle Bocage-Landschaft der Normandie führte zum Einsatz erst improvisierter und später in Serie produzierter Schneidewerkzeuge, die gabelartig in die zu durchfahrenden Hecken drangen und den amerikanischen Panzerbesatzungen das Durchfahren dieser typischen Landschaft ermöglichten. Die „Gabeln“ wurden vorne an den Panzern montiert.

### M5 A1 „Psywar“
Eine weitere Verwendung als unterstützendes Kampffahrzeug war der Einsatz in den Propagandakompanien der US Army. Diese Fahrzeuge für die psychologische Kriegsführung verfügten über eine Lautsprecheranlage, die auf dem Turm montiert war und durch die ein amerikanischer Soldat oder ein Kriegsgefangener die Verteidiger zur Kapitulation aufforderte.

### M5 A1 Flammpanzer
Auf den Light Tank M5 A1 sind mindestens 3 verschiedene Flammenwerfer-Systeme montiert worden. Der Flame Thrower E7-7, der Flame Thrower E9-9 (Prototyp) und der Flame Thrower E8 (Prototyp). Die Variante E7-7 war der einfachste Umbau. Hierbei wurde die Kanone im Turm durch den Flammenwerfer ersetzt, die gesamte Technik und der Flammölvorrat wurde im Fahrzeug mitgeführt. Die zweite als Prototyp realisierte Varianten kopierte das Konzept des britischen „Churchill Crocodile“, bei dem hinter dem Panzer ein Anhänger für die Versorgung mit Flammöl mitgeführt wurde und der Flammenwerfer anstelle des Bug-Maschinengewehrs montierte war.

### M5 mit Rocket Launcher T39
Ein brachiales Erscheinungsbild erzeugte die versuchsweise Montage des Raketenwerfers T39 auf dem Fahrzeug. Ein riesiger in der Mitte des Turms befestigter Kastenaufbau, in dem zwei Lagen Raketen übereinander gelagert waren, konnte mit dem Rohr der Panzerkanone gerichtete werden. Das Konzept ähnelte dem bekannteren Werfer „Calliope“ auf dem M4 Sherman.

### Weitere Projekte
Als T27 und T27 E1 entstand eine 81-mm-Mortar Motor Carriage (Panzermörser)-Variante. Nachfolger bei Projekteinstellung war der Panzermörser T29 4.2-inch Mortar Motor Carriage, der jedoch auch nicht realisiert wurde. Ein Aufklärungsfahrzeug, das T8 Reconnaissance Vehicle, wurde zumindest in begrenzter Stückzahl gebaut und hatte als T8 E1 spezielle Halterungen für Panzerminen.

## Einsatz
Die leichten Panzer aus amerikanischer Fertigung kamen zuerst bei den britischen Streitkräften zum Einsatz. Diese gaben Fahrzeuge an Verbände von verbündeten Ländern weiter.
Der erste Einsatz der amerikanischen Streitkräfte erfolgte in Nordafrika. Hier zeigte sich die waffentechnische Überlegenheit der gegnerischen Panzerfahrzeuge. Die Bewaffnung der leichten US-Panzer hatte häufig Schwierigkeiten, die Panzerung gegnerischer Fahrzeuge zu durchschlagen.
Auch im späteren Kriegsverlauf in Europa zeigte sich, dass die Light Tanks als Kampfpanzer überholt und auch ungeeignet war. Zu leicht konnten sie von deutschen Panzern und Panzerabwehrkanonen zerstört werden. Zudem war seine Bewaffnung mit einer 37-mm-Kanone mittlerweile viel zu schwach, um Nennenswertes ausrichten zu können. Entsprechend selten tauchten sie daher offen bei den Panzergefechten auf. Die Light Tanks übernahmen meist wie zuvor die Aufgabe der Aufklärung. Ab 1944 wurde die leichten Panzer nochmals in größerem Stil bei der Landung in der Normandie eingesetzt (siehe South Alberta Regiment), spielten jedoch später und in der Endphase des Krieges in Deutschland auch nur noch die Rolle als Aufklärer und Unterstützungsfahrzeug. Die Kampfverluste in Nordwesteuropa (European Theatre of Operations, ETO) beliefen sich bei der US Army für die Baureihe M3, M5 und M24 auf 1507 Fahrzeuge, bei der British Army für die Typen M3 und M5/Stuart VI auf 248 bzw. 185.
Ein weiteres wichtiges Einsatzgebiet der Light Tanks war der Pazifikkrieg der USA gegen das Kaiserreich Japan (siehe Schlacht am Tenaru). Wegen ihrer geringen Größe und ihres geringen Gewichtes waren sie wie geschaffen für Einsätze in den für Panzer geografisch eher ungünstigen Gebieten von Südostasien. Die japanische Armee setzte jeden erbeuteten Light Tank sofort wieder gegen die US-Amerikaner ein, da sie selbst nur wenige Panzer besaß und diese meist selbst den amerikanischen Panzern unterlegen waren. In diesen abgelegenen Kriegsschauplätzen erwies sich die amerikanischen Light Tanks – wenn auch gegen relativ schwache Gegner – als eine wirksame Waffe.
Nach 1945 wurden die Light Tank M5 von den USA nicht mehr eingesetzt, da sie überholt waren. Einige mit den USA verbündete Länder übernahmen zahlreiche Fahrzeuge und setzten diese – wie auch einige Länder in der Dritten Welt – noch einige Jahre ein.

## Weiterentwicklung des leichten Panzers in der US Army
Betrachtet man die eingeführten Panzermodelle der US Army, scheint die amerikanische Panzertruppe 1944 unmittelbar auf einen völlig neuen Panzertyp, den M24 Chaffee, gewechselt zu sein. Doch auch wenn dieser mit dem gleichen Antriebsblock wie der M5 ausgestattet, wesentlich moderner konstruiert und auch bei weitem besser bewaffnet und gepanzert war, stellt er nur das Ergebnis einer weiteren Entwicklungsgeschichte dar.
Seit Herbst 1940 hatte man seitens des Ordnance Department vor, die Light Tanks M2 und M3 durch einen etwas stärkeren leichten Panzer zu ersetzen. Das Tank Board lieferte hierzu dem Ordnance Department im Januar 1941 eine genauere Spezifikation. Das Fahrzeug sollte etwa 12,7 t wiegen, eine 37-mm-Kanone haben, eine niedrige Silhouette aufweisen und eine maximale Panzerung von 38-mm haben. Hierzu begann man im Rock Island Arsenal mit dem Bau zweier Prototypen, welche die Bezeichnung T7 (geschweißte Wanne) und T7 E1 (genietete Wanne) erhielten. Es wurde der T7 E1 mit einem Continental-Motor wie im M2A4 und M3 gebaut und erprobt. Ohne auf weitere Details der Entwicklung einzugehen, entstand über den weiteren Typen T9 aus diesem Prozess der Light Tank (Airborne) M22 Locust.
Die Folge der Erfahrungen der britischen Armee in Nordafrika und der Entwicklungsprojekte T7 und T9 führten zu einer völligen Neukonstruktion, die in den Light Tank M24 mündete.